# Adonis (poeta)
Ali Ahmad Said Esber (n. Al Qassabin, 1 de enero de 1930), conocido por su seudónimo Adonis o Adunis, es un poeta y ensayista sirio. 
Adonis ha desarrollado su carrera literaria principalmente en el Líbano y Francia. Ha publicado más de veinte libros de poemas en árabe, y es considerado desde hace varios años uno de los aspirantes a obtener el Premio Nobel de Literatura.

## Biografía
Adonis nació en el norte de Siria, en una familia alauí. Durante su infancia trabajó en el campo, pero ya en aquella época su padre le recitaba poesías, que le hacía memorizar. Adonis pronto mostró facilidad para la composición, y en 1947, con 17 años, tuvo la oportunidad de recitar un poema delante del presidente sirio Shukri al-Kuwatli; esto supuso su ingreso en una escuela de Latakia y después en la Universidad de Damasco, donde se licenció en Filosofía en 1954. 
Pese a lo que se ha afirmado, el seudónimo de Adonis no se lo impuso el líder del nacionalismo sirio, Antún Saade, sino que fue el propio Ali Ahmad quien lo eligió tras haber visto sus obras rechazadas en varias revistas bajo su nombre real. En 1955, Said estuvo preso durante seis meses por ser miembro del Partido Social Nacionalista de Siria. Tras su liberación, se instaló en Beirut, donde fundó, junto con el poeta Yusuf al-Khal, la revista Shi'r (‘poesía’). A partir de este momento, Adonis abandonó el nacionalismo sirio, para abrazar el panarabismo, al tiempo que renunciaba a buena parte de la carga política en sus obras.
Said recibió una beca para estudiar en París entre 1960 y 1961. Entre 1970 y 1985 fue catedrático de literatura árabe en la Universidad del Líbano. En 1976, fue nombrado profesor invitado en su alma máter. En 1980, emigró a París para escapar de la guerra civil libanesa, y durante unos años fue profesor en la Sorbona y en el Colegio de Francia.

## Crítica

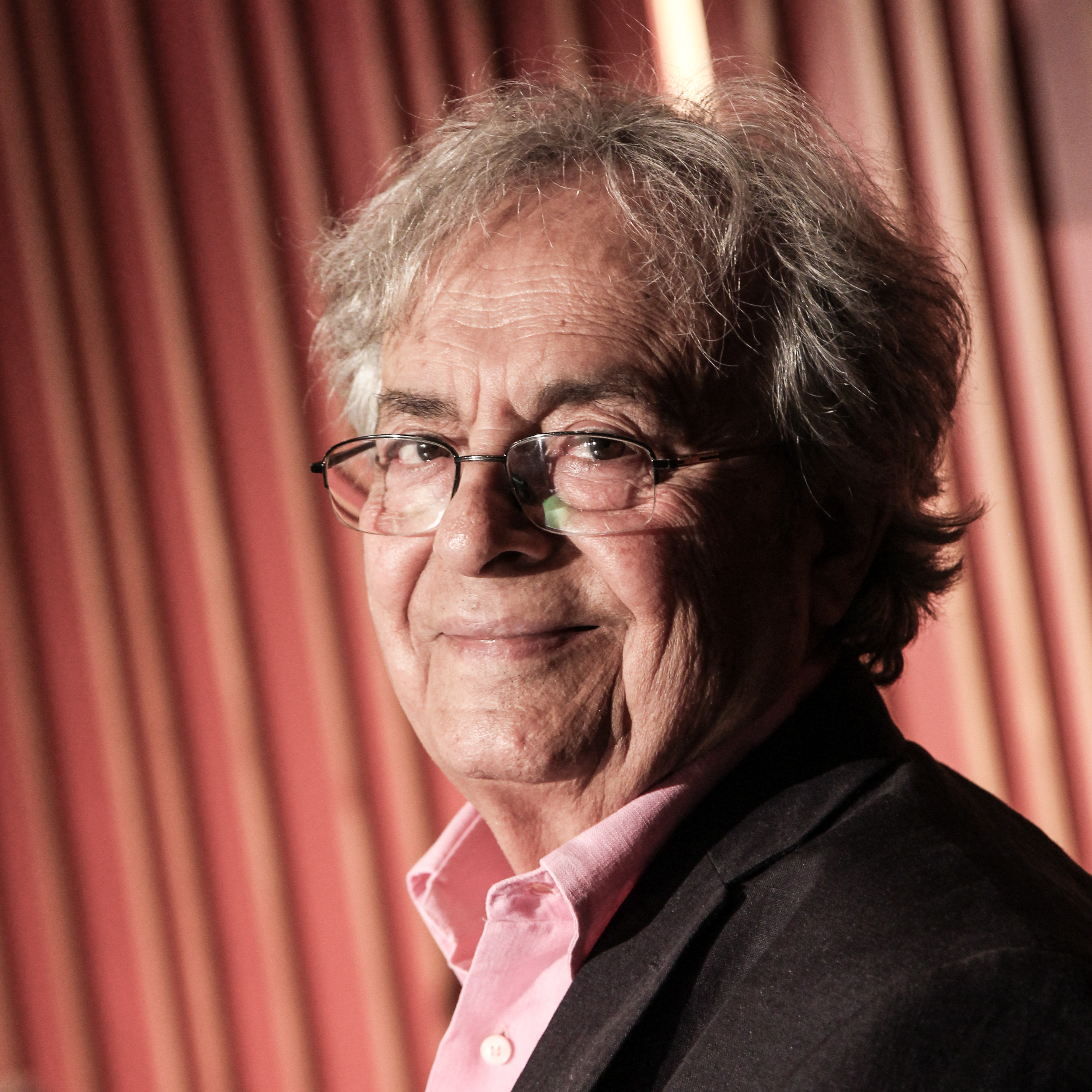
Adonis en 2015, Hausach

Adonis es un pionero dentro de la moderna poesía árabe. Es considerado como un rebelde, un iconoclasta que sigue sus propias reglas. Como afirma en su Introducción a la poesía árabe, esta «no es el monolito que pretende sugerir la visión crítica dominante, sino que es plural, en ocasiones hasta llegar a la autocontradicción». Las obras de Adonis han sido estudiadas por el poeta y crítico literario Kamal Abu Deeb, con quien editó la revista Mawakif en Beirut en la década de 1970.
Adonis ha sido considerado como un candidato al Premio Nobel de Literatura en varias ediciones.
Es también ensayista y traductor (tanto de autores árabes al francés como de franceses al árabe). Ha obtenido numerosos galardones; entre los últimos, destaca el Premio Goethe 2011.
Adonis ha publicado más de veinte libros de poemas, algunos de los cuales han sido traducidos al español; también han sido vertidos al castellano algunas obras de historia y crítica literaria. 

## Premios y distinciones
- Premio de la revista Shi'r 1961
- Premio de los Amigos del Libro 1968 (Beirut)
- Syria-Lebanon Award 1971 of the International Poetry Forum (Pittsburgh)
- Premio Nacional de Poesía 1974 (Beirut)
- Miembro de la Academia Mallarmé (1983)
- Officier des Arts et des Lettres (Francia, 1983)
- Medalla Picasso 1984 (Unesco)
- Gran Premio de las Bienales Internacionales de la Poesía de Lieja 1986
- Miembro de la Academia Universal de Culturas (París, 1990)
- Premio Jean Marlieu Etranger 1991 (Marsella)
- Premio Nâzım Hikmet 1994 (Estambul)
- Premio Méditerranée-Etranger 1995 (París)
- Premio del Foro Cultural Libanés en Francia 1995
- Premio de Poesía de Struga 1997
- Premio de Poesía Nonino 1999 (Italia)
- Premio Alain Bosquet 2000 (Paris)
- Doctor honoris causa por la Universidad de Ginebra (2004)
- Medalla de Oro del Gobierno de Italia (Comité Científico del Centro Internacional de Investigaciones Pio Manzú, 2006)
- Doctor honoris causa por la Universidad Estadounidense de Beirut (2007)
- Premio Bjornson 2007 (Noruega)
- Premio Grinzane Cavour per la Lettura 2008 (Italia)
- Premio Max Jacob 2008 (Francia)
- Premio Giovanni Pascoli 2008 (San Mauro di Romagna, Italia)
- Premio Goethe 2011 (Fráncfort del Meno)

## Obras en español

### Poesía
- Canciones de Mihyar el de Damasco, Madrid, Instituto Hispano-Árabe de Cultura, 1968, ISBN 978-84-7472-041-9; Guadarrama, Ediciones del Oriente y del Mediterráneo, 1997 (Edición integra, Prólogo de Pedro Martínez Montávez, traducción del árabe Pedro Martínez Montávez con la colaboración de Rosa Isabel Martínez Lillo ISBN 978-84-87198-37-3.[9]
- Epitafio para Nueva York. Marrakech. Fez, Madrid, Hiperión, 1987, ISBN 978-84-7517-212-5.
- Libro de las huidas y mudanzas por climas del día y de la noche (Traducción del árabe, prólogo y notas de Federico Arbós), Guadarrama, Ediciones del Oriente y del Mediterráneo, 1993, ISBN 978-84-87198-15-1, 2.ª ed. 978-84-96327-97-9.[10]
- Homenajes, Madrid, Huerga y Fierro, 1994, ISBN 978-84-88564-04-7.
- Poesía y poética árabes (presentación y traducción del árabe: Carmen Ruiz Bravo-Villasante), Guadarrama, ediciones del oriente y del mediterráneo, 1997, ISBN 978-84-87198-44-1.[11]
- El Libro (I) (Traducción, prólogo y notas de Federico Arbós), Guadarrama, ediciones del oriente y del mediterráneo, 2006, ISBN 978-84-96327-15-3.[12]
- Este es mi nombre (versión definitiva), Madrid, Alianza Editorial, 2006, ISBN 978-84-206-4857-6.
- Primer cuerpo... último mar (Traducción del árabe de Rosa Isabel Martínez Lillo), Madrid, Huerga y Fierro, 2008, ISBN: 978-84-837468-5-1
- Sufismo y surrealismo (Traducción del árabe y nota introductoria de José Miguel Puerta Vílchez), Guadarrama, ediciones del oriente y del mediterráneo, 2008, ISBN 978-84-96327-50-4.[13]
- Árbol de Oriente. Antología poética, 1957-2007 (Selección, traducción, prólogo y notas de Federico Arbós), Visor Libros, Madrid, 2010.
- Sombra para el deseo del sol, Madrid - México, Vaso Roto Ediciones, 2012, ISBN 978-84-15-16858-4.[14]
- Historia desgarrándose en cuerpo de mujer, Madrid, Huerga y Fierro Editores, 2015, ISBN 978-84-8374-996-8.
- El Libro (II) (traducción del árabe, prólogo y notas de Federico Arbós), Guadarrama, ediciones del oriente y del mediterráneo, 2018, ISBN 9788494875915.[15]

### Ensayo
- Introducción a la poesía árabe, Universidad Autónoma de Madrid, Servicio de Publicaciones, 1975, ISBN 978-84-600-6829-7.
- Poesía y poética árabes, Guadarrama, Ediciones del Oriente y del Mediterráneo, 1997, ISBN 978-84-87198-44-1.
- Sufismo y surrealismo, Guadarrama, ediciones del oriente y del mediterráneo, 2008, ISBN 978-84-96327-50-4.